# 南向塚古墳
南向塚古墳（なんこうづかこふん）は、長野県長野市高田にある古墳。形状は前方後円墳。長野市指定史跡に指定されている。

## 概要

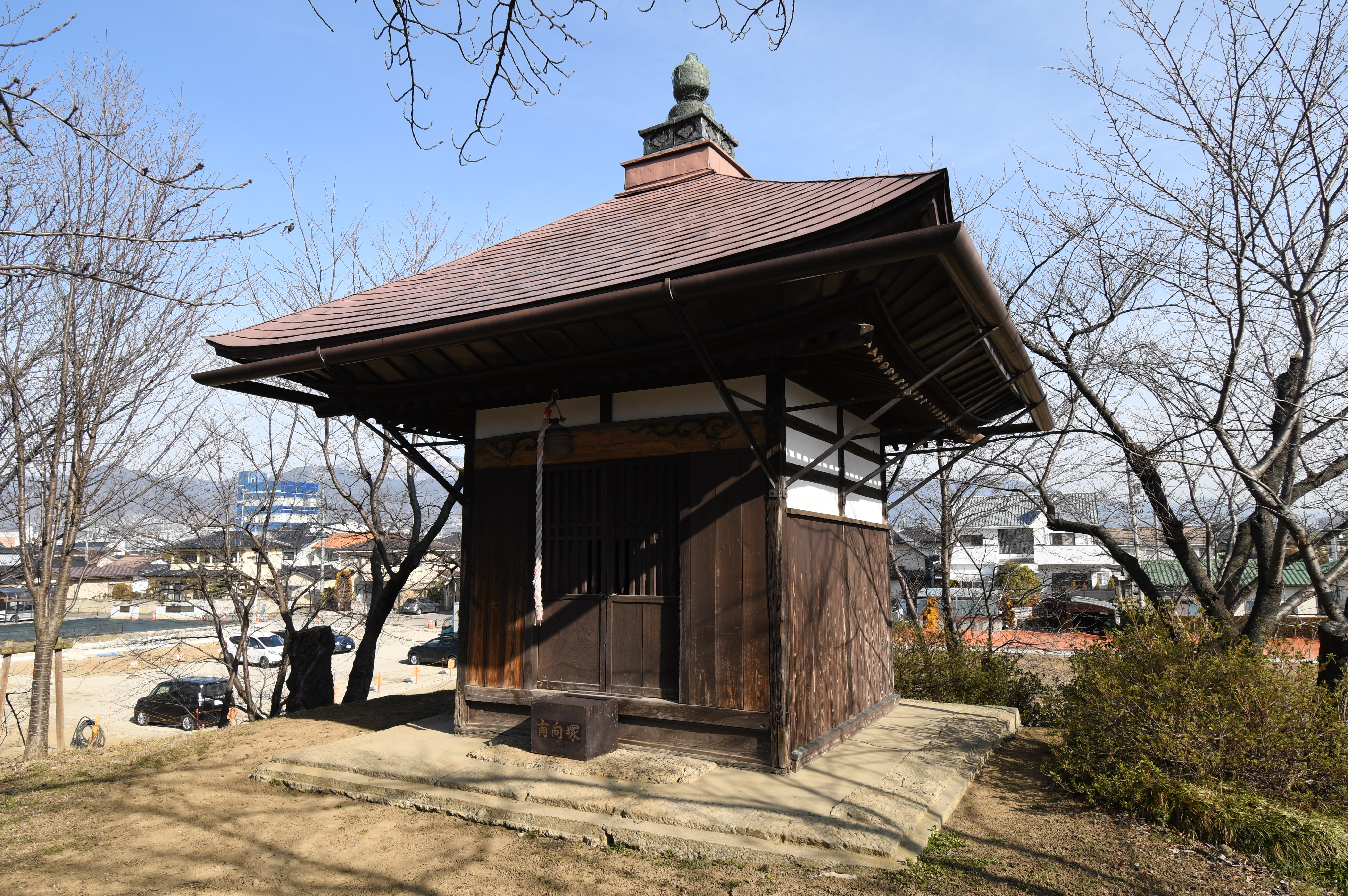
後円部墳頂の観音堂

裾花川によって形成された段丘上に築造された古墳である。古墳の大多数が山麓または山上にある長野盆地において、平野部に築かれた本古墳は貴重かつ特異な存在である。現在は付近の芋井神社が所有する。
1996年（平成8年）に長野市誌編さん事業にともない、初の墳丘測量調査が実施された。判明した規模は以下のとおりである。
- 全長:46メートル
- 後円部
  - 直径:33メートル
  - 高さ:4.8メートル
- 前方部
  - 長さ:13メートル
  - 幅:8メートル

川中島の戦いのときの首塚であるという伝承もあり古墳か否か疑わしい存在であったが、測量調査の結果、前方部の未発達な前方後円墳である可能性が現状最も妥当であろうと報告された。前方部が後円部に比べて非常に規模が小さく、帆立貝形古墳や造出付き円墳の可能性も残されている。なお、外表施設としての段築、葺石、埴輪などは認められていない。
昭和初期に地元郷土史家の指導の下、墳丘の補修をしたと伝わるがそのほか正式な発掘調査は行われていないため、内部構造が分からず正確な築造年代の比定はできないが、後円部の規模から横穴式石室と推測すると、前方後円墳築造期最末期の6世紀前半の築造と思われる｡
出土品は、1910年（明治43年）頃、後円部の東北斜面に生えていた梨の木の根元から小林倉之助が採集した瑪瑙製の勾玉1点のみとされる。ただし、『長野県町村誌』に「偶々土を鑿つもの往々兵器の類を得」、『長野県上水内郡誌』に「古刀寶玉など屢發見せらる〃を～」とあることから、これ以外にも出土品があったものと思われる。
1979年（昭和54年）に長野市内の個人宅より1759年（宝暦9年）9月に本古墳が描かれた絵地図が発見された。古墳を描いたものとしては長野県内最古のものである｡
墳丘上には桜、梨などの木が植えられ、後円部には一間（≒109.09m）四方の1697年（元禄10年）の焼失後に建てられたと伝わる観音堂があり、享保4年（1719年）の銘のある石造三面観音像と明治時代安置の木造観音像がある｡

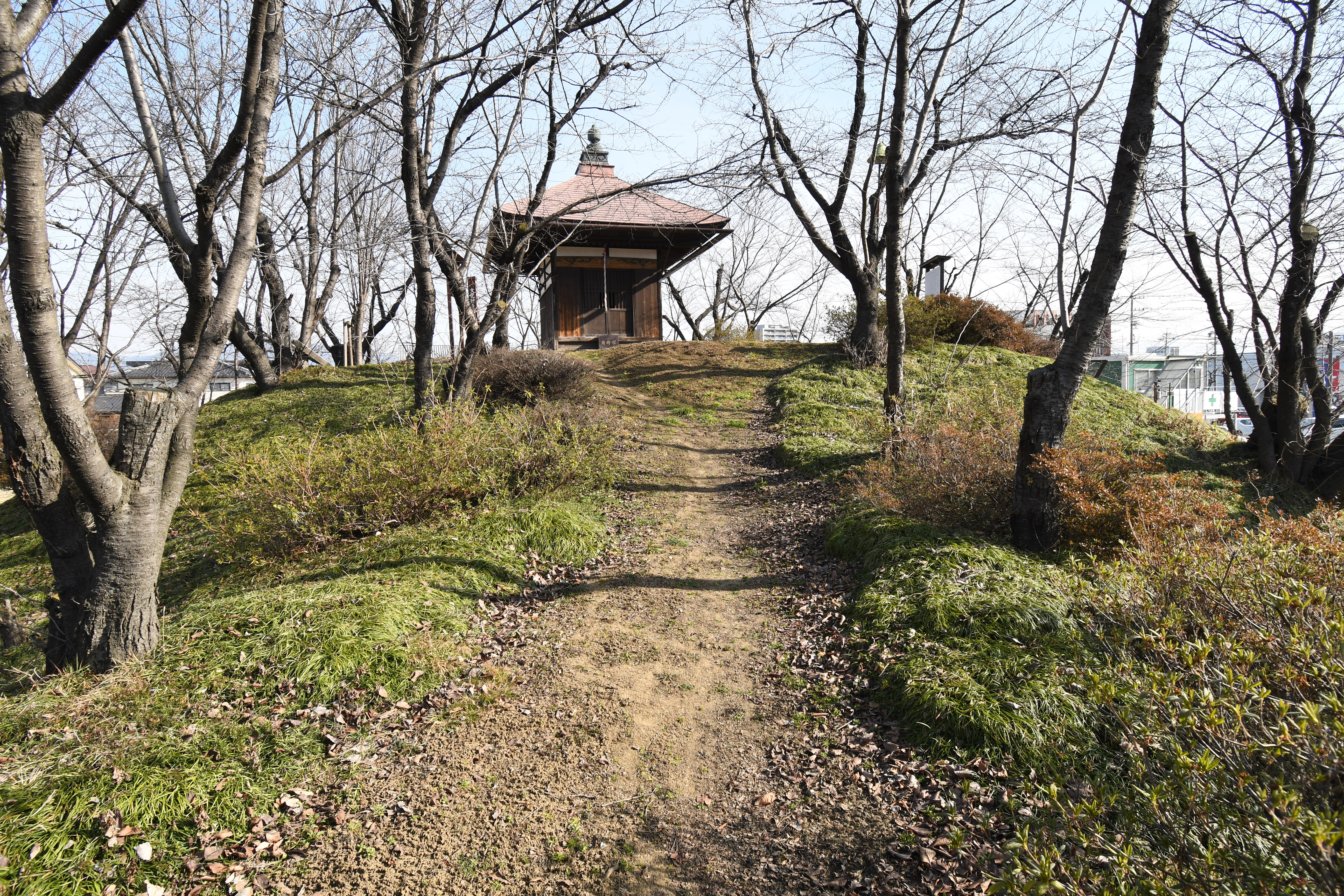
前方部から後円部を望む
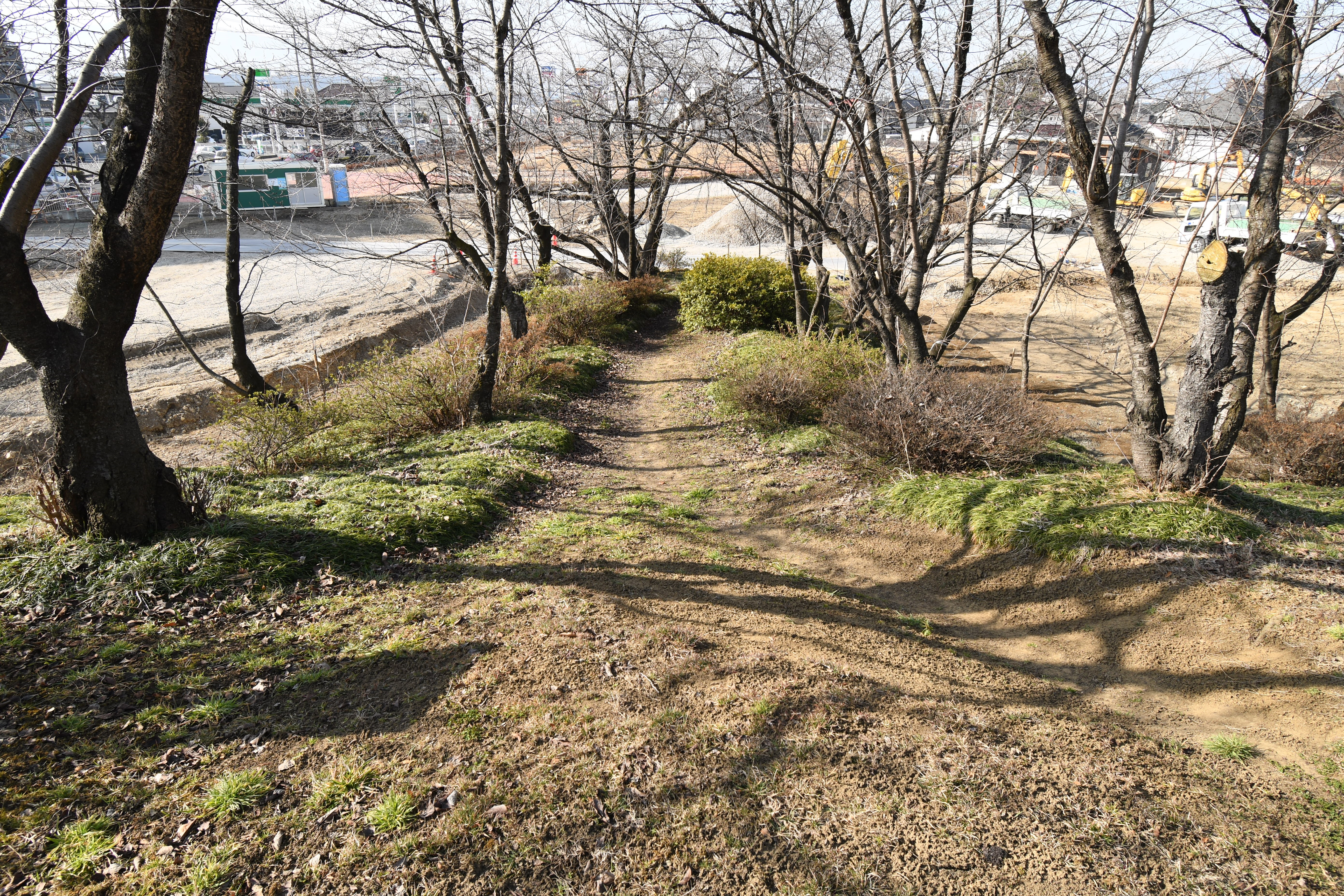
後円部から前方部を望む
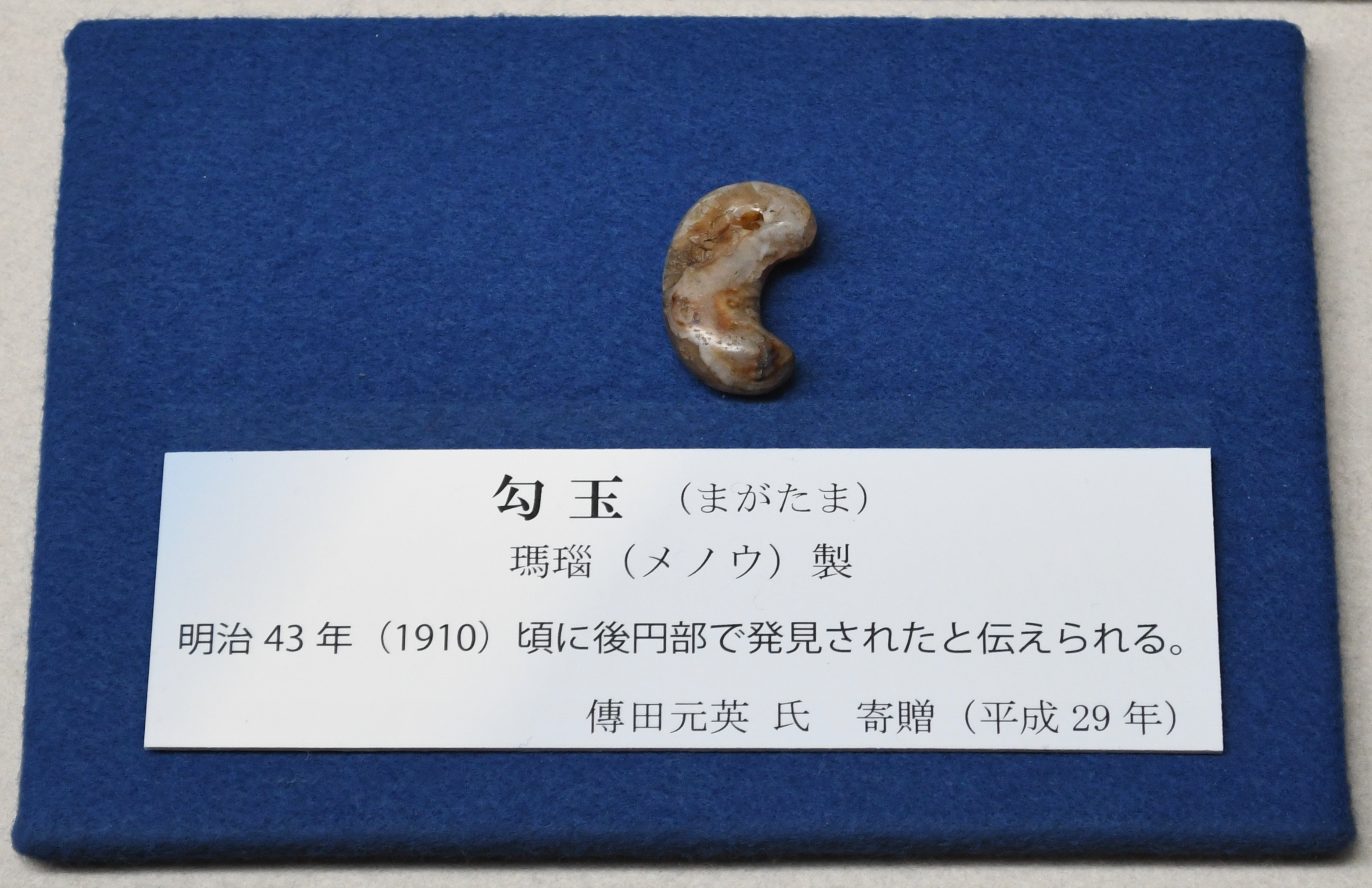
瑪瑙製勾玉 長野市立博物館展示。

## 伝承
南向塚には様々な伝承がある。本古墳の由来を語るものとしては、
- 川中島の戦いのときの首塚である。
- 上杉景虎が川中島の戦いの際に築いた砦である。
- 孝元天皇の皇子、少名日子建猪心が水内に勅命で下向し開墾を進めたがこの地に斃れ、住民によって葬り、三面観音像を祀ったものである。故に王塚という。

という伝承がある。他にも、
- 川中島の合戦に際し、上杉景虎が戦勝を弘治元年（1555年）8月この塚に祈願し、金を寄付し､荒廃していた社殿を直した。そして、天正10年（1582年）6月更級郡村上郷において北条氏直との天正壬午の乱の際もこの塚に祈願し、大勝利したので甲冑を納めた。

とする伝承がある｡

## 文化財

### 長野市指定文化財
- 史跡
  - 南向塚古墳 - 1969年（昭和44年）9月10日指定。